# تسين تانغ
تسين تانغ (و. 1897 – 1984 م) هو عالم نبات من سلالة تشينغ الحاكمة، والصين، توفي عن عمر يناهز 87 عاماً.